# Monumento a Francisco I. Madero (Monclova)
El monumento Francisco I. Madero se encuentra en la ciudad de Monclova, Coahuila, en el cruce de la confluencia de los Bulevares Harold R. Pape y Francisco I. Madero. Inaugurado el 2 de junio de 2016 para rendir honor a un gran coahuilense ex presidente de la república. Es uno de los monumentos que más han generado discusión en los últimos años el presidente municipal Lic. Gerardo García Castillo (PAN 2014-2017)  y su entonces Director de Obras Públicas Ing. Alfredo Paredes que comprendió la creación del par vial del los Bulevares Francisco I. Madero y Benito Juárez para agilizar el tráfico.
El monumento representa una cactácea del desierto de Coahuila, representada por estructura metálica que realza el acero producido en la ciudad. En la cara sur del monumento está grabada la cara del héroe nacional Francisco I. Madero con la inscripción de su nombre, por el lado norte aparece el águila del escudo nacional mexicano y en la parte de arriba se inscribe la leyenda:« Un buen gobierno solamente puede existir cuando hay buenos ciudadanos», frase promulgada por Madero y seleccionada en su momento por el diseñador del monumento para generar conciencia del comportamiento de los ciudadanos. A sus costados destaca un diseño de la estructura del DNA que une el pasado con el presente y el porvenir de la ciudad. En su parte interior cuenta con dos túneles para el cruce de peatones o ciclistas y bajo él fue enterrada una cápsula del tiempo con la inscripción del nombre del alcalde  Gerardo García.
El monumento fue el resultado de un estudio de movilidad metropolitana ejecutado por la Presidencia Municipal de Monclova y aprobado por el cabildo y el gobierno del estado. Fue seleccionado en base a un concurso encabezado por el director de arte y cultura en la que participaron aproximadamente 7 propuestas, resultando seleccionada la propuesta del arquitecto Luis Alberto Matali Franco quien propuso la obra egresado en el 2012 de la carrera de Licenciatura en Arquitectura de la Universidad Autónoma de Coahuila, empleado del departamento de Obras Públicas del Ayuntamiento de Monclova 2014-2017, acuerdo al contrato para la construcción del monumento, el costo total fue de más de seis millones de pesos. 

## Historia
Se cuenta de voz en voz entre ciudadanos que debido al crecimiento que venía destinado a Monclova, el Gobierno del Estado de Coahuila destinaría una cantidad importante de recursos para la construcción de un puente vehicular en el cruce de estos dos bulevares (Harold R. Pape y Fco. I. Madero) para agilizar esta intersección. Se comenta que en una reunión con el entonces Alcalde de Monclova Lic. Julio Salazar, el Lic. Julio Salazar pide construya algo que evite se instale un puente en tal punto ya que afectaría la vista a sus empresas y edificios (Ford Monclova y GIMSA). Condicionado de dejar de recibir apoyo y al ver que con esta mega obra Salazar quedaría enaltecido como el mejor alcalde de Monclova de todos los tiempos.
Otra leyenda urbana cuenta de que el sistema de Aguas Municipal (S.I.M.A.S.) no encontró manera de mover una toma principal que pasa por ese punto, al estar proyectado un pase vehicular a desnivel por Blvd. Madero.

### La convocatoria

#### Anuncio de la convocatoria
No se realizó una convocatoria abierta a la ciudadanía de Monclova.

#### Arquitectos invitados
Un proyecto a puerta cerrada en el que se recibieron propuestas. Estaba diseñada para ir dirigida específicamente a un "grupo de arquitectos" a los que se les pidió la construcción de un Monumento (Torre) Conmemorativo de la Celebración de la vida y obra del expresidente de México, padre del PANISMO en el país Francisco I. Madero.

### Proyecto ganador
El departamento de Obras Públicas de Monclova (2014-2017) entonces a cargo del Ing. Alfredo Paredes (Jr.) llevó a cabo un concurso interno para seleccionar el monumento que adornaría el cruce de los Bulevares H. Pape y Fco. I. Madero, al no haber ninguno del agrado en el comité de jurado seleccionó un bosquejo del arquitecto Luis Alberto Matali Franco quien laboraba para esa dependencia. El proyecto fue bien tomado por Julio Salazar y Alfredo Paredes quienes junto a otras personas afines al proyecto pulieron el ahora llamado Monumento a Madero.

#### Jurado
1. Se desconoce.

#### Fallo del jurado
- Proyecto Ganador: Arquitecto Luis Alberto Matali Franco, egresado en el 2012 de la carrera de Licenciatura en Arquitectura de la Universidad Autónoma de Coahuila quien trabaja en el departamento de Obras Públicas del Ayuntamiento de Monclova 2014-2017. Recibió un reconocimiento por parte del Alcalde Gerardo García el día de la inauguración (02/06/2017) ante la presión de los medios de comunicación que indagaron quien lo había diseñado.

### Construcción

#### Contratos
La obra adjudicó y se puso en pie por la constructora COIMSA ubicada en la ciudad de Monclova, Coah.
Pendiente...

#### Costo
De acuerdo al contrato para la construcción del monumento, la obra debió terminarse a mediados del mes de marzo de 2016. 
El costo total fue de $6,377,101.13 pesos cantidad avalada por el Ing. Carlos Rodolfo Rodríguez Gallegos, Subdirector de Obras Públicas y Desarrollo Urbano de Monclova en la administración 2014-2017.

#### Auditorias
Pendiente...

### Nombre del monumento
Monumento a Francisco I. Madero

#### Motes y sobrenombres
Este monumento también ha recibido varios sobrenombres - costumbre muy común en la ciudad de Monclova, donde la picardía local suele mofarse de las obras innecesarias cuyos costos son excesivos - Como es el caso del mote de "rallador de queso" o "el rallador de queso gigante" haciendo alusión a un rallador de queso metálico o de lámina por su gran similitud a este por sus caras grabadas y cortadas con plasma. Por su parte el Alcalde de Monclova se ha referido al monumento como: "una obra magistral". Posteriormente en el breviario coloquial también se ha oído hablar de la "Corona de gobernador" mote que también se da a raíz de la participación abierta del actual alcalde a la gubernatura del 2018 en Coahuila.
Notas en Principales periódicos de Monclova:
- Ola de memes por monumento a Madero - Zócalo[1]
- Crean memes del monumento a Madero en Monclova - Vanguardia[2]
- Ridiculizan con “memes” costosa obra del Madero - La Prensa[3]
- Persiguen “memes” al monumento de Madero - La Prensa[4]
- Cumbia del Rallador - Colaboración Kings del Wepa, Tomy y Los Compas y Ricky Showmen.[5]